# باشگاه فوتبال تراکتورسازی تبریز در فصل ۹۱–۱۳۹۰
فصل ۹۱-۱۳۹۰، چهارمین فصل، حضور باشگاه فوتبال تراکتورسازی تبریز در لیگ برتر فوتبال ایران است که سومین فصل حضور متوالی این تیم در سطح اول فوتبال ایران به حساب می‌آید. این باشگاه همچنین در جام حذفی نیز به رقابت پرداخت که در مرحله ۳۲وم این جام، به وسیله شهرداری یاسوج از دور رقابت‌ها حذف شد.
- تراکتورسازی تبریز با ۶۸۰٫۰۰۰ تماشاگر در طول فصل به عنوان پرتماشاگرترین تیم لیگ انتخاب شد.

فصل ۹۱-۹۰، ۴۱اُمین سال فعالیت باشگاه تراکتورسازی در رشته فوتبال محسوب می‌شود.

## بازیکنان

### بازیکنان ابتدای فصل
در ۱۱ بهمن ۱۳۹۰
|  | مصدوم |  | بازیکن آزاد - بازنشسته |

| ۴۰      | عقیل اعتمادی      | ایران  | دروازه‌بان | ۲۳ آوریل ۱۹۸۷ (۲۵ سال)   | خرونینگن          |
| ۱۲      | مهدی ثابتی        | ایران  | دروازه‌بان | ۱ فوریه ۱۹۷۵ (۳۶ سال)    | ابومسلم           |
| ۳۱      | حجت نوراللهی      | ایران  | دروازه‌بان |                          | ایران             |
| ۱       | محسن فروزان       | ایران  | دروازه‌بان | ۳ مه ۱۹۸۸ (۲۳ سال)       | گسترش فولاد       |
| مدافعان |                   |        |           |                          |                   |
| ۸       | مرتضی اسدی        | ایران  | مدافع     | ۲۴ فوریه ۱۹۷۹ (۳۲ سال)   | صبا               |
| ۱۶      | مصطفی اکرامی      | ایران  | مدافع     | ۲۱ ژوئن ۱۹۸۳ (۲۸ سال)    | استقلال اهواز     |
| ۱۴      | محسن حسینی        | ایران  | مدافع     | ۹ فوریه ۱۹۸۵ (۲۶ سال)    | ایران             |
| ۲۸      | احسان حاج‌صفی      | ایران  | مدافع     | ۲۵ فوریه ۱۹۹۱ (۲۰ سال)   | سپاهان            |
| ۳       | فردین عابدینی     | ایران  | مدافع     | ۱۸ نوامبر ۱۹۹۱ (۱۹ سال)  | استقلال           |
| ۴       | احمد آل‌نعمه       | ایران  | مدافع     | ۲۰ اکتبر ۱۹۸۲ (۲۸ سال)   | شاهین             |
| هافبک   |                   |        |           |                          |                   |
| ۶       | مهدی کیانی        | ایران  | هافبک     | ۱۰ ژانویه ۱۹۸۷ (۲۴ سال)  | صبا               |
| ۷       | فرزاد آشوبی       | ایران  | هافبک     | ۶ آوریل ۱۹۷۴ (۳۷ سال)    | استقلال           |
| ۱۸      | مصطفی حقی‌پور      | ایران  | هافبک     | ۲۱ مه ۱۹۸۲ (۲۹ سال)      | داماش             |
| ۱۹      | داود دانش‌دوست     | ایران  | هافبک     | ۶ اوت ۱۹۸۵ (۲۵ سال)      | ابومسلم           |
| ۲۳      | میثم منیعی        | ایران  | هافبک     | ۲۴ ژوئیه ۱۹۸۲ (۲۸ سال)   | مس کرمان          |
| ۲۴      | محمد لطفی         | ایران  | هافبک     |                          |                   |
|         | علی مولایی        | ایران  | هافبک     | ۱۹ ژوئن ۱۹۸۴ (۲۷ سال)    | سپاهان            |
| مهاجم   |                   |        |           |                          |                   |
| ۱۷      | فلاویو لوپز       | پرتغال | مهاجم     | ۱۹ سپتامبر ۱۹۸۴ (۲۶ سال) | همیلتون آکادمیکال |
| ۱۱      | محمد ابراهیمی     | ایران  | مهاجم     | ۱ نوامبر ۱۹۸۴ (۲۶ سال)   | پیام مخابرات      |
| ۲۲      | مسعود ابراهیم‌زاده | ایران  | مهاجم     | ۱۶ ژانویه ۱۹۸۹ (۲۲ سال)  | (آکادمی باشگاه)   |

### فهرست بازیکنان در لیگ برتر
خرداد ۱۳۹۰
| شماره |       | پست       | بازیکن         |
| ----- | ----- | --------- | -------------- |
| ۱     | ایران | دروازه‌بان | عقیل اعتمادی   |
| ۲     | ایران | مدافع     | امیرحسین صادقی |
| ۳     | ایران | مدافع     | فردین عابدینی  |
| ۴     | ایران | مدافع     | احمد آل‌نعمه    |
| ۶     | ایران | هافبک     | مهدی کیانی     |
| ۷     | ایران | هافبک     | فرزاد آشوبی    |
| ۸     | ایران | مدافع     | مرتضی اسدی     |
| ۹     | ایران | مهاجم     | علی علی‌زاده    |
| ۱۰    | ایران | مهاجم     | سیاوش اکبرپور  |
| ۱۱    | ایران | مهاجم     | محمد ابراهیمی  |
| ۱۲    | ایران | دروازه‌بان | مهدی ثابتی     |
| ۱۴    | ایران | مدافع     | محسن حسینی     |
| ۱۶    | ایران | مدافع     | مصطفی اکرامی   |

| شماره |        | پست       | بازیکن            |
| ----- | ------ | --------- | ----------------- |
| ۱۷    | پرتغال | مهاجم     | فلاویو لوپز       |
| ۱۸    | ایران  | هافبک     | محسن دلواری       |
| ۱۹    | ایران  | هافبک     | داود دانش‌دوست     |
| ۲۰    | برزیل  | هافبک     | رودریگو توسی      |
| ۲۱    | ایران  | هافبک     | سیامک سرلک        |
| ۲۲    | ایران  | مهاجم     | مسعود ابراهیم‌زاده |
| ۲۳    | ایران  | هافبک     | قاسم حدادی‌فر      |
| ۲۴    | ایران  | مهاجم     | فرزاد حاتمی       |
| ۲۷    | ایران  | هافبک     | بهرام دباغ        |
| ۲۸    | ایران  | هافبک     | احسان حاج‌صفی      |
| ۳۳    | ایران  | دروازه‌بان | محسن فروزان       |
| ۳۴    | ایران  | هافبک     | میلاد فخرالدینی   |

## نقل‌وانتقالات
نقل‌وانتقالات انجام گرفته در فصل ۹۱-۱۳۹۰:

### تابستان
| شماره |        | نقش | بازیکن                                  |
| ----- | ------ | --- | --------------------------------------- |
| ۲۸    | ایران  | MF  | احسان حاج‌صفی (از سپاهان)                |
| ۱۷    | پرتغال | MF  | فلاویو لوپز (از همیلتون آکادمیکال)      |
| ۲۰    | برزیل  | MF  | رودریگو توسی (از لوزان اسپورت)          |
| ۵     | آلمان  | MF  | اشپیتیم آرفی (از پرسپولیس)              |
| ۱۰    | ایران  | FW  | سیاوش اکبرپور (از استیل آذین)           |
| ۲     | ایران  | FW  | امیرحسین صادقی (از استقلال)             |
| ۷     | ایران  | FW  | فرزاد آشوبی (از استقلال)                |
| ۳     | ایران  | FW  | فردین عابدینی (از استقلال)              |
|       | ایران  | MF  | علی مولایی (از گسترش فولاد، بازگشت قرض) |
| ۴     | ایران  | DF  | احمد آل‌نعمه (از شاهین)                  |

| شماره |        | نقش | بازیکن                                  |
| ----- | ------ | --- | --------------------------------------- |
| ۲۸    | ایران  | MF  | احسان حاج‌صفی (از سپاهان)                |
| ۱۷    | پرتغال | MF  | فلاویو لوپز (از همیلتون آکادمیکال)      |
| ۲۰    | برزیل  | MF  | رودریگو توسی (از لوزان اسپورت)          |
| ۵     | آلمان  | MF  | اشپیتیم آرفی (از پرسپولیس)              |
| ۱۰    | ایران  | FW  | سیاوش اکبرپور (از استیل آذین)           |
| ۲     | ایران  | FW  | امیرحسین صادقی (از استقلال)             |
| ۷     | ایران  | FW  | فرزاد آشوبی (از استقلال)                |
| ۳     | ایران  | FW  | فردین عابدینی (از استقلال)              |
|       | ایران  | MF  | علی مولایی (از گسترش فولاد، بازگشت قرض) |
| ۴     | ایران  | DF  | احمد آل‌نعمه (از شاهین)                  |

| شماره |       | نقش | بازیکن                                  |
| ----- | ----- | --- | --------------------------------------- |
| ۱۰    | ایران | FW  | رسول خطیبی (به گسترش فولاد، بازگشت قرض) |
| ۱۳    | عراق  | MF  | کرار جاسم (به استقلال)                  |
| ۲۰    | ایران | DF  | محمد نصرتی (به پرسپولیس)                |
| ۱۱    | برزیل | FW  | لئوناردو پیمنتا (آزاد)                  |
| ۳     | ایران | DF  | مجتبی ترشیز (به مس سرچشمه)              |

| شماره |       | نقش | بازیکن                                  |
| ----- | ----- | --- | --------------------------------------- |
| ۱۰    | ایران | FW  | رسول خطیبی (به گسترش فولاد، بازگشت قرض) |
| ۱۳    | عراق  | MF  | کرار جاسم (به استقلال)                  |
| ۲۰    | ایران | DF  | محمد نصرتی (به پرسپولیس)                |
| ۱۱    | برزیل | FW  | لئوناردو پیمنتا (آزاد)                  |
| ۳     | ایران | DF  | مجتبی ترشیز (به مس سرچشمه)              |

### زمستان
| شماره |       | نقش       | بازیکن                        |
| ----- | ----- | --------- | ----------------------------- |
| ۲۳    | ایران | هافبک     | قاسم حدادی‌فر (از ذوب‌آهن)      |
| ۳۴    | ایران | هافبک     | میلاد فخرالدینی (از مس کرمان) |
| ۴۰    | ایران | دروازه‌بان | عقیل اعتمادی (از خرونینگن)    |
| ۲۴    | ایران | مهاجم     | فرزاد حاتمی (از سپاهان)       |
| ۲۱    | ایران | MF        | سیامک سرلک (از داماش)         |

| شماره |       | نقش       | بازیکن                        |
| ----- | ----- | --------- | ----------------------------- |
| ۲۳    | ایران | هافبک     | قاسم حدادی‌فر (از ذوب‌آهن)      |
| ۳۴    | ایران | هافبک     | میلاد فخرالدینی (از مس کرمان) |
| ۴۰    | ایران | دروازه‌بان | عقیل اعتمادی (از خرونینگن)    |
| ۲۴    | ایران | مهاجم     | فرزاد حاتمی (از سپاهان)       |
| ۲۱    | ایران | MF        | سیامک سرلک (از داماش)         |

| شماره |       | نقش       | بازیکن                     |
| ----- | ----- | --------- | -------------------------- |
| ۱     | ایران | دروازه‌بان | عباس محمدی (به نفت آبادان) |
| ۵     | آلمان | مهاجم     | اشپیتیم آرفی (به ابومسلم)  |

| شماره |       | نقش       | بازیکن                     |
| ----- | ----- | --------- | -------------------------- |
| ۱     | ایران | دروازه‌بان | عباس محمدی (به نفت آبادان) |
| ۵     | آلمان | مهاجم     | اشپیتیم آرفی (به ابومسلم)  |

## عملکرد

### رقابت‌ها
| رقابت‌ها        | مرحله آغازین | مرحله پایانی / جایگاه | نخستین بازی   | واپسین بازی      |
| -------------- | ------------ | --------------------- | ------------- | ---------------- |
| لیگ برتر ۹۱–۹۰ | —            | دوم                   | ۱۲ مرداد ۱۳۹۰ | ۲۲ اردیبهشت ۱۳۹۱ |
| جام حذفی ۹۱–۹۰ | ۱/۱۶ نهایی   | ۱/۱۶ نهایی            | ۴ آبان ۱۳۹۰   | ۴ آبان ۱۳۹۰      |

## جام حذفی ۹۱–۹۰
| مرحله دوم حذفی | تاریخ برگزاری | تیم میزبان    | نتیجه     | تیم مهمان   | توضیحات                                            |
| -------------- | ------------- | ------------- | --------- | ----------- | -------------------------------------------------- |
| یک شانزدهم     | ۳ آبان, ۱۳۹۰  | شهرداری یاسوج | ۰-۰ (۳-۴) | تراکتورسازی | شهرداری یاسوج با حساب ۴-۳ در ضربات پنالتی پیروز شد |

## عملکرد باشگاه در لیگ برتر ۹۱–۱۳۹۰
| رتبه | تیم               | بازی | برد | مساوی | باخت | زده | خورده | تفاضل | امتیاز | جایگاه                              | توضیحات |
| ---- | ----------------- | ---- | --- | ----- | ---- | --- | ----- | ----- | ------ | ----------------------------------- | ------- |
| ۱    | سپاهان (C)        | 34   | 19  | 10    | 5    | 54  | 27    | +27   | 48     | لیگ قهرمانان آسیا ۲۰۱۳ مرحله گروهی  |         |
| ۲    | تراکتورسازی       | 34   | 19  | 9     | 6    | 57  | 32    | +25   | 47     | لیگ قهرمانان آسیا ۲۰۱۳ مرحله گروهی  |         |
| ۳    | استقلال           | 34   | 19  | 9     | 6    | 58  | 34    | +24   | 47     | لیگ قهرمانان آسیا ۲۰۱۳ مرحله گروهی  |         |
| ۴    | صبای قم           | 34   | 12  | 14    | 8    | 40  | 38    | +2    | 38     | لیگ قهرمانان آسیا ۲۰۱۳ مرحله پلی آف |         |
| ۵    | نفت تهران         | 34   | 13  | 10    | 11   | 36  | 38    | −2    | 36     |                                     |         |
| ۶    | ذوب آهن           | 34   | 9   | 18    | 7    | 29  | 33    | −4    | 36     |                                     |         |
| ۷    | داماش گیلان       | 34   | 11  | 11    | 12   | 34  | 38    | −4    | 33     |                                     |         |
| ۸    | سایپا             | 34   | 10  | 13    | 11   | 50  | 39    | +11   | 33     |                                     |         |
| ۹    | مس کرمان          | 34   | 11  | 10    | 13   | 35  | 39    | −4    | 32     |                                     |         |
| ۱۰   | نفت آبادان        | 34   | 11  | 10    | 13   | 49  | 57    | −8    | 32     |                                     |         |
| ۱۱   | راه آهن           | 34   | 9   | 15    | 10   | 43  | 42    | +1    | 33     |                                     |         |
| ۱۲   | پرسپولیس          | 34   | 10  | 12    | 12   | 50  | 54    | −4    | 32     |                                     |         |
| ۱۳   | فجر سپاسی         | 34   | 10  | 11    | 13   | 31  | 38    | −7    | 31     |                                     |         |
| ۱۴   | فولاد             | 34   | 10  | 10    | 14   | 35  | 37    | −2    | 30     |                                     |         |
| ۱۵   | ملوان             | 34   | 9   | 12    | 13   | 32  | 33    | −1    | 30     |                                     |         |
| ۱۶   | شهرداری تبریز (R) | 34   | 6   | 16    | 12   | 34  | 44    | −10   | 28     | سقوط به لیگ آزادگان ۹۲-۹۱           |         |
| ۱۷   | شاهین بوشهر (R)   | 34   | 6   | 15    | 13   | 30  | 43    | −13   | 27     | سقوط به لیگ آزادگان ۹۲-۹۱           |         |
| ۱۸   | مس سرچشمه (R)     | 34   | 5   | 9     | 20   | 23  | 54    | −31   | 19     | سقوط به لیگ آزادگان ۹۲-۹۱           |         |

آخرین به روز رسانی جدول ۲۷ اردیبهشت ۱۳۹۱
منبع: http://www.varzesh3.com/
نحوه قرار گرفتن در جدول:1st امتیاز؛ 2nd تفاضل گل؛ 3rd گل زده.
# = رتبه در جدول؛ بازی = تعداد بازی؛ برد = بازیهای برده؛ مساوی = بازیهای مساوی؛ باخت = بازیهای باخته؛ زده = گل زده؛ خورده = گل خورده؛ تفاضل = تفاضل گل؛ امتیاز = امتیاز گرفته؛
(ق) = قهرمان؛ (س) = سقوط کرده؛ (ص) = صعود به رده بالاتر؛ (پ) = رفتن به پلی آف؛ (۱/۴) = رفتن به ۱/۴

| قهرمان لیگ برتر فوتبال ایران ۹۱-۹۰ |
| ---------------------------------- |
| سپاهان اصفهان                      |
| چهارمین قهرمانی                    |

### بازی‌ها
| جدول نتایج تراکتورسازی در نیم فصل اول لیگ برتر ایران فصل ۹۱–۱۳۹۰ | جدول نتایج تراکتورسازی در نیم فصل اول لیگ برتر ایران فصل ۹۱–۱۳۹۰ | جدول نتایج تراکتورسازی در نیم فصل اول لیگ برتر ایران فصل ۹۱–۱۳۹۰ | جدول نتایج تراکتورسازی در نیم فصل اول لیگ برتر ایران فصل ۹۱–۱۳۹۰ | جدول نتایج تراکتورسازی در نیم فصل اول لیگ برتر ایران فصل ۹۱–۱۳۹۰ | جدول نتایج تراکتورسازی در نیم فصل اول لیگ برتر ایران فصل ۹۱–۱۳۹۰ | جدول نتایج تراکتورسازی در نیم فصل اول لیگ برتر ایران فصل ۹۱–۱۳۹۰ |
| هفته                                                             | تیم میزبان                                                       | نتیجه                                                            | تیم مهمان                                                        | استادیوم                                                         | امتیاز                                                           | رتبه                                                             |
| ---------------------------------------------------------------- | ---------------------------------------------------------------- | ---------------------------------------------------------------- | ---------------------------------------------------------------- | ---------------------------------------------------------------- | ---------------------------------------------------------------- | ---------------------------------------------------------------- |
| ۱                                                                | تراکتورسازی                                                      | ۲ - ۳                                                            | صبای قم                                                          | یادگار امام تبریز                                                | ۰                                                                | ۱۷                                                               |
| ۲                                                                | ذوب‌آهن اصفهان                                                    | ۰ - ۱                                                            | تراکتورسازی                                                      | فولادشهر اصفهان                                                  | ۳                                                                | ۷                                                                |
| ۳                                                                | تراکتورسازی                                                      | ۱ - ۰                                                            | شاهین بوشهر                                                      | یادگار امام تبریز                                                | ۶                                                                | ۴                                                                |
| ۴                                                                | داماش گیلان                                                      | ۲ - ۳                                                            | تراکتورسازی                                                      | سردار جنگل رشت                                                   | ۹                                                                | ۳                                                                |
| ۵                                                                | تراکتورسازی                                                      | ۵ - ۱                                                            | شهرداری تبریز                                                    | یادگار امام تبریز                                                | ۱۲                                                               | ۲                                                                |
| ۶                                                                | استقلال تهران                                                    | ۲ - ۳                                                            | تراکتورسازی                                                      | آزادی تهران                                                      | ۱۵                                                               | ۱                                                                |
| ۷                                                                | تراکتورسازی                                                      | ۱ - ۲                                                            | نفت تهران                                                        | یادگار امام تبریز                                                | ۱۵                                                               | ۳                                                                |
| ۸                                                                | نفت آبادان                                                       | ۳ - ۳                                                            | تراکتورسازی                                                      | تختی آبادان                                                      | ۱۶                                                               | ۴                                                                |
| ۹                                                                | تراکتورسازی                                                      | ۳ - ۱                                                            | مس کرمان                                                         | یادگار امام تبریز                                                | ۱۹                                                               | ۱                                                                |
| ۱۰                                                               | سپاهان اصفهان                                                    | ۲ - ۱                                                            | تراکتورسازی                                                      | فولادشهر اصفهان                                                  | ۱۹                                                               | ۳                                                                |
| ۱۱                                                               | تراکتورسازی                                                      | ۲ - ۲                                                            | سایپای البرز                                                     | یادگار امام تبریز                                                | ۲۰                                                               | ۴                                                                |
| ۱۲                                                               | فجر سپاسی شیراز                                                  | ۱ - ۲                                                            | تراکتورسازی                                                      | حافظیه شیراز                                                     | ۲۳                                                               | ۴                                                                |
| ۱۳                                                               | فولاد اهواز                                                      | ۲ - ۱                                                            | تراکتورسازی                                                      | تختی اهواز                                                       | ۲۳                                                               | ۴                                                                |
| ۱۴                                                               | تراکتورسازی                                                      | ۱ - ۱                                                            | راه‌آهن ری                                                        | یادگار امام تبریز                                                | ۲۴                                                               | ۵                                                                |
| ۱۵                                                               | پرسپولیس تهران                                                   | ۰ - ۱                                                            | تراکتورسازی                                                      | آزادی تهران                                                      | ۲۷                                                               | ۲                                                                |
| ۱۶                                                               | تراکتورسازی                                                      | ۰ - ۰                                                            | مس سرچشمه                                                        | یادگار امام تبریز                                                | ۲۸                                                               | ۳                                                                |
| ۱۷                                                               | ملوان بندر انزلی                                                 | ۰ - ۰                                                            | تراکتورسازی                                                      | تختی انزلی                                                       | ۲۹                                                               | ۴                                                                |
| تعداد بازی‌های نیم فصل اول                                        | تعداد بازی‌های نیم فصل اول                                        | تعداد بازی‌های نیم فصل اول                                        | تعداد بازی‌های نیم فصل اول                                        | تعداد بازی‌های نیم فصل اول                                        | تعداد بازی‌های نیم فصل اول                                        | ۱۷                                                               |
| تعداد بردهای نیم فصل اول                                         | تعداد بردهای نیم فصل اول                                         | تعداد بردهای نیم فصل اول                                         | تعداد بردهای نیم فصل اول                                         | تعداد بردهای نیم فصل اول                                         | تعداد بردهای نیم فصل اول                                         | ۸                                                                |
| تعداد تساوی‌های نیم فصل اول                                       | تعداد تساوی‌های نیم فصل اول                                       | تعداد تساوی‌های نیم فصل اول                                       | تعداد تساوی‌های نیم فصل اول                                       | تعداد تساوی‌های نیم فصل اول                                       | تعداد تساوی‌های نیم فصل اول                                       | ۵                                                                |
| تعداد باخت‌های نیم فصل اول                                        | تعداد باخت‌های نیم فصل اول                                        | تعداد باخت‌های نیم فصل اول                                        | تعداد باخت‌های نیم فصل اول                                        | تعداد باخت‌های نیم فصل اول                                        | تعداد باخت‌های نیم فصل اول                                        | ۴                                                                |
| تعداد گل زده در نیم فصل اول                                      | تعداد گل زده در نیم فصل اول                                      | تعداد گل زده در نیم فصل اول                                      | تعداد گل زده در نیم فصل اول                                      | تعداد گل زده در نیم فصل اول                                      | تعداد گل زده در نیم فصل اول                                      | ۳۰                                                               |
| تعداد گل خورده در نیم فصل اول                                    | تعداد گل خورده در نیم فصل اول                                    | تعداد گل خورده در نیم فصل اول                                    | تعداد گل خورده در نیم فصل اول                                    | تعداد گل خورده در نیم فصل اول                                    | تعداد گل خورده در نیم فصل اول                                    | ۲۲                                                               |
| تفاضل گل نیم فصل اول                                             | تفاضل گل نیم فصل اول                                             | تفاضل گل نیم فصل اول                                             | تفاضل گل نیم فصل اول                                             | تفاضل گل نیم فصل اول                                             | تفاضل گل نیم فصل اول                                             | ۸+                                                               |
| امتیاز نیم فصل اول                                               | امتیاز نیم فصل اول                                               | امتیاز نیم فصل اول                                               | امتیاز نیم فصل اول                                               | امتیاز نیم فصل اول                                               | امتیاز نیم فصل اول                                               | ۲۹                                                               |
| رتبه نیم فصل                                                     | رتبه نیم فصل                                                     | رتبه نیم فصل                                                     | رتبه نیم فصل                                                     | رتبه نیم فصل                                                     | رتبه نیم فصل                                                     | ۴                                                                |

| جدول نتایج تراکتورسازی در نیم فصل دوم لیگ برتر ایران فصل ۹۱–۱۳۹۰ | جدول نتایج تراکتورسازی در نیم فصل دوم لیگ برتر ایران فصل ۹۱–۱۳۹۰ | جدول نتایج تراکتورسازی در نیم فصل دوم لیگ برتر ایران فصل ۹۱–۱۳۹۰ | جدول نتایج تراکتورسازی در نیم فصل دوم لیگ برتر ایران فصل ۹۱–۱۳۹۰ | جدول نتایج تراکتورسازی در نیم فصل دوم لیگ برتر ایران فصل ۹۱–۱۳۹۰ | جدول نتایج تراکتورسازی در نیم فصل دوم لیگ برتر ایران فصل ۹۱–۱۳۹۰ | جدول نتایج تراکتورسازی در نیم فصل دوم لیگ برتر ایران فصل ۹۱–۱۳۹۰ |
| هفته                                                             | تیم میزبان                                                       | نتیجه                                                            | تیم مهمان                                                        | استادیوم                                                         | امتیاز                                                           | رتبه                                                             |
| ---------------------------------------------------------------- | ---------------------------------------------------------------- | ---------------------------------------------------------------- | ---------------------------------------------------------------- | ---------------------------------------------------------------- | ---------------------------------------------------------------- | ---------------------------------------------------------------- |
| ۱۸                                                               | صبای قم                                                          | ۲ - ۲                                                            | تراکتورسازی                                                      | یادگار امام قم                                                   | ۳۰                                                               | ۴                                                                |
| ۱۹                                                               | تراکتورسازی                                                      | ۲ - ۱                                                            | ذوب‌آهن اصفهان                                                    | یادگار امام تبریز                                                | ۳۳                                                               | ۳                                                                |
| ۲۰                                                               | شاهین بوشهر                                                      | ۰ - ۳                                                            | تراکتورسازی                                                      | بهشتی بوشهر                                                      | ۳۶                                                               | ۲                                                                |
| ۲۱                                                               | تراکتورسازی                                                      | ۳ - ۱                                                            | داماش گیلان                                                      | یادگار امام تبریز                                                | ۳۹                                                               | ۲                                                                |
| ۲۲                                                               | شهرداری تبریز                                                    | ۰ - ۱                                                            | تراکتورسازی                                                      | یادگار امام تبریز                                                | ۴۲                                                               | ۲                                                                |
| ۲۳                                                               | تراکتورسازی                                                      | ۰ - ۲                                                            | استقلال تهران                                                    | یادگار امام تبریز                                                | ۴۲                                                               | ۳                                                                |
| ۲۴                                                               | نفت تهران                                                        | ۱ - ۱                                                            | تراکتورسازی                                                      | دستگردی تهران                                                    | ۴۳                                                               | ۳                                                                |
| ۲۵                                                               | تراکتورسازی                                                      | ۴ - ۱                                                            | نفت آبادان                                                       | یادگار امام تبریز                                                | ۴۶                                                               | ۳                                                                |
| ۲۶                                                               | مس کرمان                                                         | ۱ - ۰                                                            | تراکتورسازی                                                      | باهنر کرمان                                                      | ۴۶                                                               | ۳                                                                |
| ۲۷                                                               | تراکتورسازی                                                      | ۱ - ۰                                                            | سپاهان اصفهان                                                    | یادگار امام تبریز                                                | ۴۹                                                               | ۲                                                                |
| ۲۸                                                               | سایپای البرز                                                     | ۰ - ۱                                                            | تراکتورسازی                                                      | انقلاب کرج                                                       | ۵۲                                                               | ۲                                                                |
| ۲۹                                                               | تراکتورسازی                                                      | ۰ - ۰                                                            | فجر سپاسی شیراز                                                  | یادگار امام تبریز                                                | ۵۳                                                               | ۳                                                                |
| ۳۰                                                               | تراکتورسازی                                                      | ۲ - ۰                                                            | فولاد اهواز                                                      | یادگار امام تبریز                                                | ۵۶                                                               | ۳                                                                |
| ۳۱                                                               | راه‌آهن ری                                                        | ۰ - ۱                                                            | تراکتورسازی                                                      | راه‌آهن اکباتان                                                   | ۵۹                                                               | ۳                                                                |
| ۳۲                                                               | تراکتورسازی                                                      | ۴ - ۱                                                            | پرسپولیس تهران                                                   | یادگار امام تبریز                                                | ۶۲                                                               | ۲                                                                |
| ۳۳                                                               | مس سرچشمه کرمان                                                  | ۰ - ۰                                                            | تراکتورسازی                                                      | باهنر کرمان                                                      | ۶۳                                                               | ۲                                                                |
| ۳۴                                                               | تراکتورسازی                                                      | ۲ - ۰                                                            | ملوان بندر انزلی                                                 | یادگار امام تبریز                                                | ۶۶                                                               | ۲                                                                |
| تعداد بازی‌های نیم فصل دوم                                        | تعداد بازی‌های نیم فصل دوم                                        | تعداد بازی‌های نیم فصل دوم                                        | تعداد بازی‌های نیم فصل دوم                                        | تعداد بازی‌های نیم فصل دوم                                        | تعداد بازی‌های نیم فصل دوم                                        | ۱۷                                                               |
| تعداد بردهای نیم فصل دوم                                         | تعداد بردهای نیم فصل دوم                                         | تعداد بردهای نیم فصل دوم                                         | تعداد بردهای نیم فصل دوم                                         | تعداد بردهای نیم فصل دوم                                         | تعداد بردهای نیم فصل دوم                                         | ۱۱                                                               |
| تعداد تساوی‌های نیم فصل دوم                                       | تعداد تساوی‌های نیم فصل دوم                                       | تعداد تساوی‌های نیم فصل دوم                                       | تعداد تساوی‌های نیم فصل دوم                                       | تعداد تساوی‌های نیم فصل دوم                                       | تعداد تساوی‌های نیم فصل دوم                                       | ۴                                                                |
| تعداد باخت‌های نیم فصل دوم                                        | تعداد باخت‌های نیم فصل دوم                                        | تعداد باخت‌های نیم فصل دوم                                        | تعداد باخت‌های نیم فصل دوم                                        | تعداد باخت‌های نیم فصل دوم                                        | تعداد باخت‌های نیم فصل دوم                                        | ۲                                                                |
| تعداد گل زده در نیم فصل دوم                                      | تعداد گل زده در نیم فصل دوم                                      | تعداد گل زده در نیم فصل دوم                                      | تعداد گل زده در نیم فصل دوم                                      | تعداد گل زده در نیم فصل دوم                                      | تعداد گل زده در نیم فصل دوم                                      | ۲۷                                                               |
| تعداد گل خورده در نیم فصل دوم                                    | تعداد گل خورده در نیم فصل دوم                                    | تعداد گل خورده در نیم فصل دوم                                    | تعداد گل خورده در نیم فصل دوم                                    | تعداد گل خورده در نیم فصل دوم                                    | تعداد گل خورده در نیم فصل دوم                                    | ۱۰                                                               |
| تفاضل گل نیم فصل دوم                                             | تفاضل گل نیم فصل دوم                                             | تفاضل گل نیم فصل دوم                                             | تفاضل گل نیم فصل دوم                                             | تفاضل گل نیم فصل دوم                                             | تفاضل گل نیم فصل دوم                                             | ۱۷+                                                              |
| امتیاز نیم فصل دوم                                               | امتیاز نیم فصل دوم                                               | امتیاز نیم فصل دوم                                               | امتیاز نیم فصل دوم                                               | امتیاز نیم فصل دوم                                               | امتیاز نیم فصل دوم                                               | ۳۷                                                               |
| رتبه پایان فصل                                                   | رتبه پایان فصل                                                   | رتبه پایان فصل                                                   | رتبه پایان فصل                                                   | رتبه پایان فصل                                                   | رتبه پایان فصل                                                   | ۲                                                                |

### آمار در لیگ برتر
| نیم فصل | تعداد بازی | برد | تساوی | باخت | گل زده | گل خورده | تفاضل گل | امتیاز | رتبه |
| ------- | ---------- | --- | ----- | ---- | ------ | -------- | -------- | ------ | ---- |
| اول     | ۱۷         | ۸   | ۵     | ۴    | ۳۰     | ۲۲       | ۸+       | ۲۹     | ۴    |
| دوم     | ۱۷         | ۱۱  | ۴     | ۲    | ۲۷     | ۱۰       | ۱۷+      | ۳۷     | ۲    |
| کل      | ۳۴         | ۱۹  | ۹     | ۶    | ۵۷     | ۳۲       | ۲۵+      | ۶۶     | ۲    |

## آمار بازیکنان

### کاپیتان
- مرتضی اسدی

### گلزنان
- فلاویو لوپز با ۱۰ گل در رتبه ۵ جدول گلزنان این دوره لیگ برتر قرار گرفت.

### پاس گل
- احسان حاج صفی با ۸ پاس گل در رتبه ۳ جدول پاس گل این دوره لیگ برتر قرار گرفت.

### کارت
- محمد ابراهیمی و سیاوش اکبرپور هر کدام با دریافت ۹ کارت زرد در رتبه ۵ جدول کارت این دوره لیگ برتر قرار گرفتند.

### بیشترین بازی
- مرتضی اسدی با ۳۲ بازی برای باشگاه تراکتورسازی در رتبه ۳ جدول بیشترین بازی در این دوره لیگ برتر قرار گرفت.

## برترین‌های ماه
- امیر قلعه نویی از باشگاه تراکتورسازی تبریز به عنوان برترین مربی ماه مارس انتخاب شد.
- فلاویو لوپز از باشگاه تراکتورسازی تبریز به عنوان برترین بازیکن ماه آوریل انتخاب شد.

## کادر فنی
| سمت            | نام              |
| -------------- | ---------------- |
| سرمربی         | امیر قلعه‌نوعی    |
| دستیار مربی    | ستار همدانی      |
| دستیار مربی    | وندا کوویچ       |
| مدیر فنی       | امیر حاج‌صفی      |
| مربی دروازه‌بان | کریم بوستانی     |
| مربی بدن‌سازی   | غلامرضا باغ‌آبادی |

## کارکنان و لباس‌ها
| باشگاه      | سرمربی   | کاپیتان    | سازنده البسه | تبلیغ پیراهن | فصل قبل |
| ----------- | -------- | ---------- | ------------ | ------------ | ------- |
| تراکتورسازی | قلعه‌نویی | مرتضی اسدی | اول‌اشپورت    | همراه اول    | پنجم    |